# Betta stigmosa
Betta stigmosa är en fiskart som beskrevs av Tan och Ng 2005. Betta stigmosa ingår i släktet Betta och familjen Osphronemidae. Inga underarter finns listade.